# Yokohama Rubber Company
Yokohama Rubber Co., Ltd. (яп. 横浜ゴム株式会社 Ёкохама гому кабусикигайся) — японская компания, производитель шин, труб и РВД. Основана в 1917 году, штаб-квартира находится в Токио.
Компания выпускает автомобильные шины под следующими торговыми марками: ADVAN, Geolandar, A.drive, C.drive, S.drive, W.drive, AVS dB decibel, WINTER*T, iceGUARD, Parada, Bluearth.

## История
Компания была основана в 1917 году. В 1921 году первой в Японии начала производить автомобильные шины с кордом. В 1935 году компания стала поставщиком шин для автопроизводителей Nissan и Toyota. Yokohama Rubber продолжала развиваться как во время Второй мировой войны, так и сразу после неё, новые заводы в Японии были открыты в 1944 и 1946 годах. В 1950 году акции компании были размещены на Токийской фондовой бирже. В 1950-х годах компания начала производить шины и другие комплектующие для самолётов, а также разнообразную продукцию из резины, включая шланги, конвейерные ленты, ограждения и покрытия. В 1969 году было открыто представительство в США, а в 1970 году — в Канаде. Расширение деятельности в другие страны ускорилось в середине 1980-х годов и осуществлялось путём создания совместных предприятий в таких странах, как США, Малайзия и Южная Корея. В 1989 году в США была куплена компания Mohawk Rubber.
В 2007 году был создан филиал в Индии, а в 2016 году за 1,2 млрд долларов была куплена индийская компания Alliance Tire Company, производитель шин для сельскохозяйственной техники. Alliance была основана в 1950 году в Израиле, в 2007 году была куплена инвесторами из США и Индии; компании принадлежит два завода в Индии и один в Израиле.
В марте 2022 году Yokohama Rubber сделала самое крупное приобретение в своей истории, за 2,3 млрд долларов было куплено подразделение шин у шведской промышленной группы Trelleborg AB.

## Деятельность
Подразделения по состоянию на 2021 год:
- Шины — производство шин для легкового и грузового транспорта, 70 % выручки;
- Alliance Tire Group — производство шин для сельскохозяйственной, строительной и горнодобывающей техники, 11 % выручки;
- Разные продукты — производство шлангов, конвейерных лент, герметиков и клеющих материалов, 17 % выручки;
- Прочее — инвентарь для гольфа и другая продукция, 1 % выручки.

Производственные мощности компании находятся в Японии, Китае, Индии, Вьетнаме, Таиланде, Филиппинах, Индонезии, Тайване, Мексике, США, Израиле, России.
На Японию приходится 42 % выручки, на остальную Азию — 15 %, на Северную Америку — 27 %.